# Kanchipura, Hosadurga
Kanchipura là một làng thuộc tehsil Hosadurga, huyện Chitradurga, bang Karnataka, Ấn Độ.